# Cho Yong-hyung
Cho Yong-hyung, Hangul 조용형 (ur. 3 listopada 1983 w Inczonie) – południowokoreański piłkarz grający na pozycji obrońcy. Obecnie zawodnik katarskiego klubu Al-Rajjan.

## Kariera
W sezonie 2005 roku występował w Bucheon SK. Następnie grał w Jeju United i Seongnam Ilhwa Chunma. W 2010 roku trafił do katarskiego klubu Al-Rajjan.
W reprezentacji Korei Południowej zadebiutował w 2008 roku. W 2010 roku wraz z drużyną wystąpił na Mistrzostwach Świata w RPA.